# القرن 30 ق م
القرن 30 ق.م هو القرن الذي استمر من 3000 ق.م إلى حوالي 2901 ق.م.

## أحداث

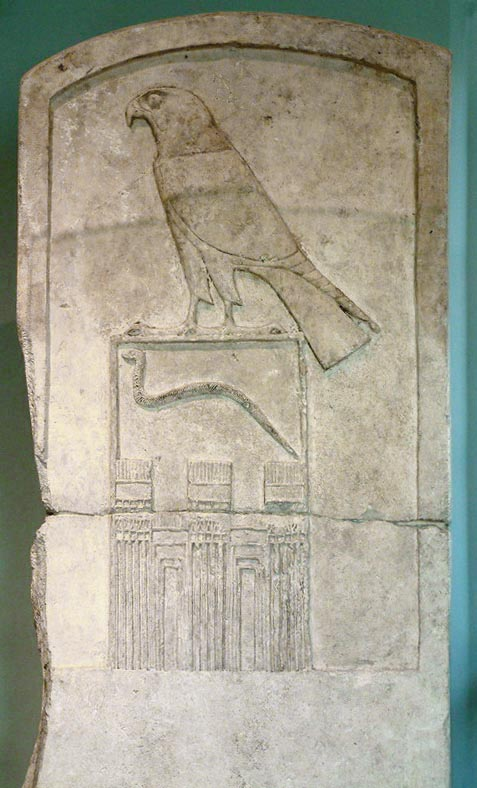
لوحة الفرعون جت الشهيرة التي وجدت بجوار مقبرته

- ما قبل 3000 ق.م:تم اكتشاف صورة لإله، جزئية من cong من المقبرة 12 Fanshan، مدينة يوياو [الإنجليزية]، تشيجيانغ، عصر حجري حديث. Liangzhu culture. محفوظة الآن في Zhejiang Provincial Museum، هانغتشو
- حوالي 3000 ق.م: الزراعة المبكرة في شمال أفريقيا.
- 3000 ق.م – 2600 ق.م: التقسيم الزمني لحضارة وادي السند period تستمر في نهر السند
- حوالي 3000 ق.م: تنتهي فترة العصر الحجري الحديث.
- حوالي 3000 ق.م: جر (فرعون)، ثالث فرعون في مصر الموحدة، يبدأ في الحكم.
- حوالي 3000 ق.م: كارال، يبدأ بناء أول مدينة في الأمريكتين.
- حوالي 3000 ق.م: تم تأسيس مدينة طروادة.
- حوالي 3000 ق.م: There is an intense phase of burial at Duma na nGiall on the Hill of Tara، the ancient seat of the High King of جزيرة أيرلندا.[1]
- حوالي 3000 ق.م: ستونهنج begins to be built. In its first version، it consists of a circular ditch and bank، with 56 wooden posts.[2]
- 3000 ق.م – 2350 ق.م: Scarlet Ware vase، from خفاجة (ديالى) (الحديثة خفاجة (ديالى)، العراق) is made، الآن في المتحف العراقي، بغداد
- حوالي 3000 ق.م: تبدأ Epidamnos civilization.
- حوالي 3000 ق.م: تبدأ الحضارة الكيكلادية في بحر إيجة
- حوالي 3000 ق.م: تبدأالحضارة المينوسية.
- حوالي 3000 ق.م: تبدأ الفترة الهلادية.
- حوالي 3000 ق.م: تبدأ نورتي شيكو (حضارة) شمالي بيرو.
- حوالي 3000 ق.م: Angono Petroglyphs ينحت في الفلبين.
- حوالي 3000 ق.م: يبدأ العصر البرونزي الإيجي.
- حوالي 3000 ق.م: تبدأ فترة جومون المتوسطة في اليابان.
- حوالي 2955 ق.م: يتوفى جر (فرعون)، ثالث فرعون من مصر.
- حوالي 2950 ق.م: أول استخدام معروف سيدتان by Egyptian أسرة مصرية أولى فرعون، سمر خت.
- حوالي 2920 ق.م: جت (فرعون)، رابع فرعون في مصر.

## أعلام
- جر (فرعون)، جت (فرعون)، مريت نيت، دن (فرعون)، عج إب، سمر خت—فراعنة من الأسرة المصرية الأولى.

## اختراعات، اكتشافات، مقدمات
- 3000 ق.م–2000 ق.م; الكتابة هيرغليفية مصرية في مصر، عجلة فخار في الصين، أول فخار في الأمريكتين (في الإكوادور).
- حوالي 3000 ق.م—سومر تؤسس مدن.
- حوالي 3000 ق.م—سومرتبدأ في استخدام معادن مختلفة.
- حوالي 3000 ق.م—معرفة الشرق الأدنى القديمern grains appears in تاريخ الصين.
- 3000 ق.م-2000 ق.م - تبدأ القرى المأهولة بالسكان في الانتشار في وسط أمريكا.
- يتم تقديم الشيكل في بلاد الرافدين كوحدة عملة ووزن; انظر: نظام وحدات، شيكل.

## خيال علمي
- ~5,000 years ago: Setting for Dawn of Empire by Sam Barone (the Eskkar Saga book 1)
- 3157 ق.م: Setting for Empire Rising by Sam Barone (the Eskkar Saga book 2)[3]
- In the TV show، Stargate: SG-1، the native people of Earth successfully rebel against the Goa'uld in 2995 Bحوالي
- 3000 ق.م: A zombie outbreak in Egypt in The Zombie Survival Guide
- 3000 ق.م: The birth of possibly the first mutant in إكس مان، أبوكاليبس (مارفل)..